# Shi Dongpeng
Shi Dongpeng (chiń. upr. 史冬鹏; chiń. trad. 史冬鵬; pinyin Shǐ Dōngpéng; ur. 6 stycznia 1984 w Hebei) – chiński lekkoatleta, specjalista od biegu na 110 metrów przez płotki.

## Osiągnięcia

### Igrzyska olimpijskie
| Miejsce | Dzień       | Rok  | Miejscowość | Konkurencja       | Czas biegu | Strata | Zwycięzca     |
| ------- | ----------- | ---- | ----------- | ----------------- | ---------- | ------ | ------------- |
| 33.     | 24 sierpnia | 2004 | Ateny       | bieg na 110 m ppł | 13,68 s    | -      | Liu Xiang     |
| 9.      | 20 sierpnia | 2008 | Pekin       | bieg na 110 m ppł | 13,42 s    | -      | Dayron Robles |
| 37.     | 7 sierpnia  | 2012 | Londyn      | bieg na 110 m ppł | 13,78 s    | -      | Aries Merritt |

### Mistrzostwa świata
| Miejsce | Dzień       | Rok  | Miejscowość | Konkurencja       | Czas biegu | Strata   | Zwycięzca        |
| ------- | ----------- | ---- | ----------- | ----------------- | ---------- | -------- | ---------------- |
| 6.      | 30 sierpnia | 2003 | Paryż       | bieg na 110 m ppł | 13,55 s    | + 0,43 s | Allen Johnson    |
| 9.      | 11 sierpnia | 2005 | Helsinki    | bieg na 110 m ppł | 13,44 s    | -        | Ladji Doucouré   |
| 5.      | 31 sierpnia | 2007 | Osaka       | bieg na 110 m ppł | 13,19 s    | + 0,24 s | Liu Xiang        |
| 9.      | 20 sierpnia | 2009 | Berlin      | bieg na 110 m ppł | 13,42 s    | -        | Ryan Brathwaite  |
| 9.      | 29 sierpnia | 2011 | Daegu       | bieg na 110 m ppł | 13,57 s    | -        | Jason Richardson |

### Igrzyska azjatyckie
| Miejsce | Dzień          | Rok  | Miejscowość | Konkurencja       | Czas biegu | Strata   | Zwycięzca |
| ------- | -------------- | ---- | ----------- | ----------------- | ---------- | -------- | --------- |
| 4.      | 9 października | 2002 | Pusan       | bieg na 110 m ppł | 13,92 s    | + 0,65 s | Liu Xiang |
| srebro  | 12 grudnia     | 2006 | Doha        | bieg na 110 m ppł | 13,28 s    | + 0,13 s | Liu Xiang |
| srebro  | 24 listopada   | 2010 | Kanton      | bieg na 110 m ppł | 13,38 s    | + 0,29 s | Liu Xiang |

### Mistrzostwa Azji
| Miejsce | Dzień        | Rok  | Miejscowość | Konkurencja       | Czas biegu | Strata   | Zwycięzca |
| ------- | ------------ | ---- | ----------- | ----------------- | ---------- | -------- | --------- |
| złoto   | 21 września  | 2003 | Manila      | bieg na 110 m ppł | 13,50 s    | -        | -         |
| srebro  | 2 września   | 2005 | Inczon      | bieg na 110 m ppł | 13,44 s    | + 0,14 s | Liu Xiang |
| srebro  | 11 listopada | 2009 | Guangdong   | bieg na 110 m ppł | 13,67 s    | + 0,17 s | Liu Xiang |
| srebro  | 10 lipca     | 2011 | Kobe        | bieg na 110 m ppł | 13,56 s    | + 0,34 s | Liu Xiang |

## Rekordy życiowe
- bieg na 110 m przez płotki – 13,19 (2007)
- bieg na 60 m przez płotki (hala) – 7,63 (2006)